# 43 v. Chr.
Portal Geschichte | Portal Biografien | Aktuelle Ereignisse | Jahreskalender | Tagesartikel

◄ |
2. Jahrhundert v. Chr. |
1. Jahrhundert v. Chr. |
1. Jahrhundert |
►

◄ | 60er v. Chr. | 50er v. Chr. | 40er v. Chr. | 30er v. Chr. |
20er v. Chr. |
►

◄◄ | ◄ | 46 v. Chr. | 45 v. Chr. | 44 v. Chr. | 43 v. Chr. |
42 v. Chr. |
41 v. Chr. |
40 v. Chr. |
► |
►►
Staatsoberhäupter · Nekrolog

## Ereignisse

### Römischer Bürgerkrieg
Gaius Vibius Pansa Caetronianus und Aulus Hirtius werden ordentliche Konsuln im Römischen Reich. Ab April folgen ihnen Octavianus und Quintus Pedius als Suffektkonsuln nach, die im November wiederum von Gaius Carrinas und Publius Ventidius Bassus abgelöst werden.
Publius Appuleius, Salvius, Marcus Servilius, Publius Servilius Casca, Marcus Terentius Varro Gibba und Publius Titius sind die letzten Volkstribune der Römischen Republik.

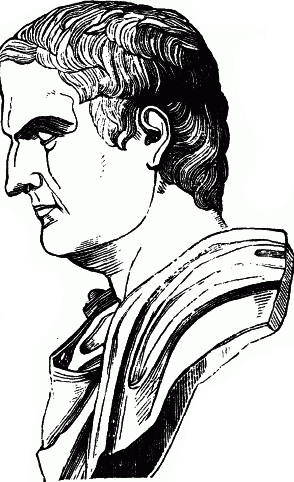
Marcus Antonius zugeschriebene Büste (Zeichnung des 19. Jahrhunderts)

- Cicero hält die orationes philippicae (Philippische Reden) gegen Marcus Antonius, die letzte am 21. April.
- Römische Bürgerkriege:
  - 14. oder 15. April: In der Schlacht von Forum Gallorum besiegt die Senatspartei unter ihren Feldherren Gaius Vibius Pansa Caetronianus und Aulus Hirtius die Caesarianer unter Marcus Antonius. Als man in Rom einige Tage später die Nachricht vom Ausgang der Schlacht erhält, bestätigt der Senat auf Vorschlag Marcus Tullius Ciceros am 21. April die Ausrufung der drei Feldherrn zu Imperatoren und beschließt ein Dankfest.
  - 21. April: Auch in der Schlacht von Mutina siegt die Senatspartei, jedoch kommt Aulus Hirtius ums Leben. Auch Gaius Vibius Pansa Caetronianus stirbt zwei Tage nach der Schlacht an seinen Verletzungen, womit als einziger Feldherr des Senats Octavian übrigbleibt, der aber von nun an seine eigenen Ziele verfolgt.
- 11. November: In Rom wird das 2. Triumvirat zwischen Octavian, Marcus Antonius und Marcus Aemilius Lepidus auf fünf Jahre geschlossen.
- 27. November: Die Volksversammlung in Rom überträgt mit der Lex Titia dem Triumvirat diktatorische Vollmachten auf die Dauer von fünf Jahren.
- Die Triumvirn verfassen mit der Lex Pedia eine Proskriptionsliste ihrer politischen Gegner. Diese dürfen von jedem getötet werden, ihre Hinterlassenschaft fällt dem Staat zu. Damit soll vor allem der Krieg gegen die Caesarmörder finanziert werden.
- 7. Dezember: Der auf die Proskriptionsliste gesetzte Redner Cicero wird auf Geheiß des Mark Anton auf der Flucht durch den Centurio Herennius und den Militärtribunen Gaius Popilius Laenas ermordet. Sein Leichnam wird grausam verstümmelt und durch die Straßen Roms geschleift, Kopf und Hände werden auf den Rostra, der Rednertribüne auf dem Forum Romanum, ausgestellt. Fulvia, die nacheinander mit seinen Feinden Clodius und Antonius verheiratet gewesen ist, soll nach Cassius Dio seine Zunge mit ihrer Haarnadel durchbohrt haben, ein Ereignis, das jedoch von keinem anderen römischen Geschichtsschreiber bestätigt wird. Auch Ciceros Bruder Quintus fällt der Proskription zum Opfer. Die Gesamtzahl der Toten dieser Proskriptionswelle beläuft sich auf etwa 2300 Personen, davon sind 300 dem Senatoren- und 2000 dem Ritterstand zuzuordnen.

### Urkundliche Ersterwähnungen
- Gründung von Lugdunum (Lyon, Gallien)
- Grenoble wird als Cularo erstmals urkundlich erwähnt.

## Geboren
- 20. März: Ovid, römischer Dichter († um 17)

- Lygdamus, römischer Dichter

- um 43 v. Chr.: Mariamne, dritte Ehefrau des jüdischen Königs Herodes des Großen (gest. nach 4 v. Chr.)

## Gestorben

### Todesdatum gesichert
- 14./15. April: Lucius Roscius Fabatus, römischer Politiker (* um 93 v. Chr.)
- 21. April: Aulus Hirtius, römischer Politiker und Schriftsteller (* um 90 v. Chr.)
- 23. April: Gaius Vibius Pansa Caetronianus, römischer Politiker

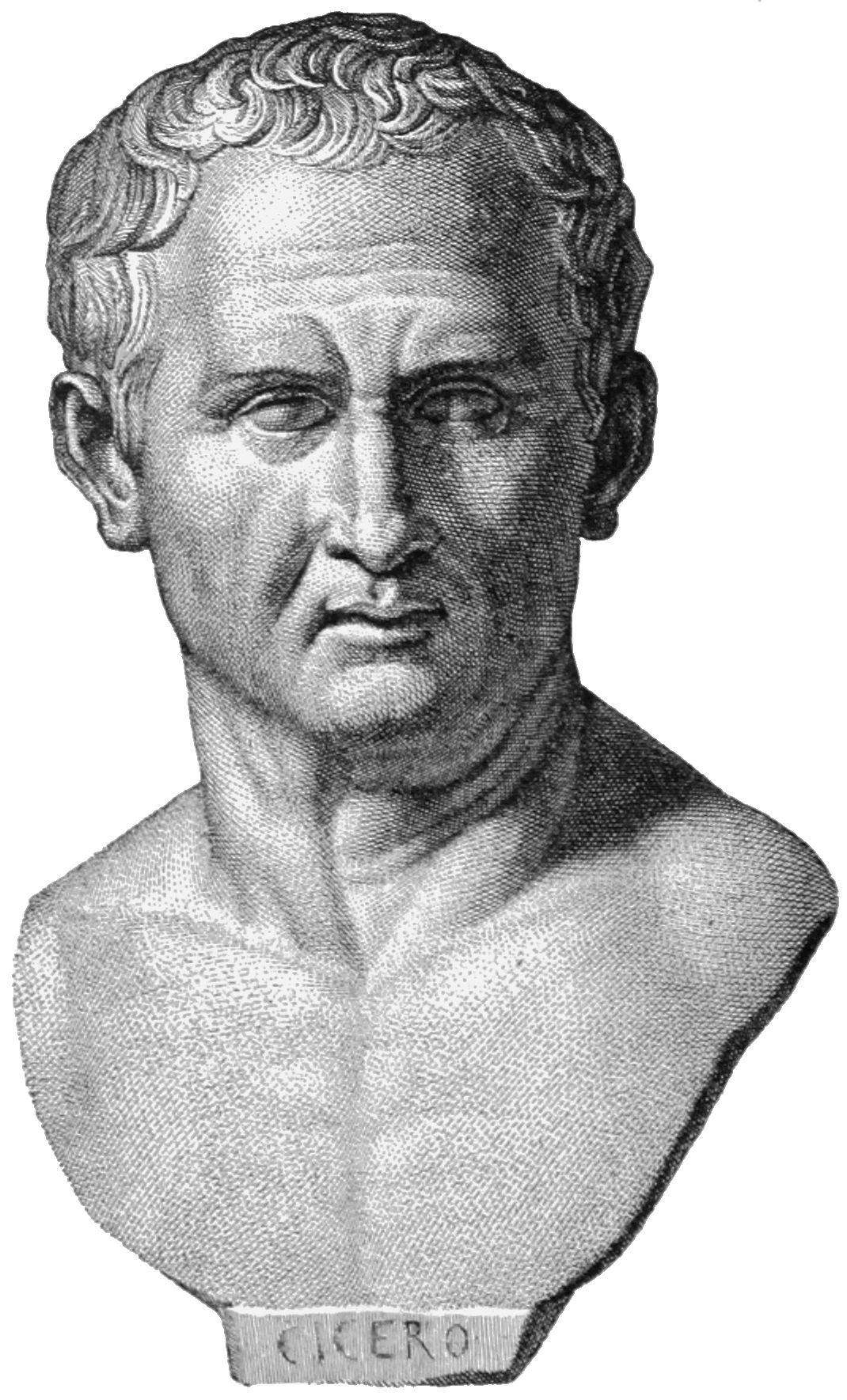
Cicero, Stich nach einem römischen Original

- 7. Dezember: Marcus Tullius Cicero, römischer Politiker und Philosoph (* 106 v. Chr.)

### Genaues Todesdatum unbekannt
- vor dem 14. April: Servius Sulpicius Rufus, römischer Politiker (* um 106 v. Chr.)
- Juni oder Juli: Porcia, römische Adlige (* um 73 v. Chr.)
- spätestens Juli: Gaius Trebonius, römischer Feldherr und Politiker
- Juli: Publius Cornelius Dolabella, römischer Politiker (* um 80 v. Chr.)
- zweites Halbjahr: Atia, römische Adlige, Mutter des Augustus
- September: Decimus Iunius Brutus Albinus, römischer Politiker (* um 85 v. Chr.)
- November: Quintus Pedius, römischer Politiker
- nach dem 27. November: Publius Titius, römischer Politiker
- Ende des Jahres: Quintus Tullius Cicero, römischer Politiker (* 102 v. Chr.)
- Ende des Jahres: Gaius Verres, römischer Politiker (* um 115 v. Chr.)

- Antipatros, römischer Verwalter in Judäa (* um 100 v. Chr.)
- Decimus Laberius, römischer Dichter (* 105 v. Chr.)
- Lucius Minucius Basilus, römischer Politiker (* um 85 v. Chr.)